# Richard Plunket Greene
Pour les articles homonymes, voir Plunket.
Richard George Hubert Plunket Greene, né le 1er juillet 1901 et mort le 25 mars 1978, est un coureur automobile, musicien de jazz et écrivain britannique.

## Biographie
Richard George Hubert Plunket Greene est le fils de Harry Plunket Greene, baryton irlandais fameux en concert et répertoire d'oratorio, et Gwendolen Parry, fille de Hubert Parry, compositeur anglais, professeur et historien de la musique. Sa grand-mère, Louisa Lelias (Lilias) Plunket, était aussi femme de lettres (auteur de Bound by a spell, ou de The Hunted Witch of the Forest, 1885).
Il fait ses études à Oxford où il noue une amitié pérenne et profonde avec Evelyn Waugh, qui en même temps dans les années 1920, était amoureux de la sœur de Plunket Greene, Olivia Plunket Greene,. Waugh le décrit comme « ayant une apparence de pirate, portant parfois une boucle d'oreilles, très capable en navigation, fumant beaucoup de cigarettes brunes fortes, teinté, comme son frère et sa sœur, de mélancolie, mais aussi traversé de successions de phases enthousiastes, obsessionnelles et débridées. Il apportait à l'achat d'une pipe ou d'une cravate toute la concentration d'un collectionneur. Quelques années plus tard, je l'ai vu comme bon connaisseur de vin, coureur automobile, interprète du dernier mouvement de jazz, et auteur d'un roman policier ». Le roman de Waugh de 1930, Vile Bodies (Ces corps vils), satire des Bright Young Things, groupe décadent de la jeunesse dorée londonienne entre les deux guerres, est inspiré en partie de la famille Plunket Greene. Également à Oxford, Richard Plunket Greene devient ami avec Anthony Powell. Il est aussi ami de Rosa Lewis.
Dans les années 1920, il enseigne à la Aston Clinton School et c'est lui qui présente Waugh au directeur de l'école, Albert Edward Bredan-Crawford,.
Richard, Olivia et David Plunket Greene se rendent souvent à New York, pour se faire tailler des vêtements et fréquenter les clubs de jazz de Renaissance de Harlem. Richard Plunket Green était lui-même musicien de jazz et compositeur. 
Il était aussi coureur automobile. Le 8 août 1928 et le 17 août 1929, il prend part au Tourist Trophy avec une Frazer Nash Boulogne,. Pendant une courte période, il est partenaire en affaires du designer d'automobiles de sport, Archibald Frazer-Nash,.
Le 21 décembre 1926, Evelyn Waugh est le témoin de mariage de Richard Plunket Greene avec Elizabeth Frances Russell (1899-1979), cousine de Bertrand Russell. Elle avait comme tantes Flora Russell et Diana Russell et comme arrière-arrière-grand-mère Diana Russell, duchesse de Bedford,,. Patrick Balfour, 3e baron Kinross, était invité au mariage. Ils eurent un fils, Alexander Plunket Greene (1932-1990), qui épousa la fameuse styliste Mary Quant. Plunket Greene et Eizabeth Russell divorcèrent en 1943.
En 1932, une nouvelle de Plunket Greene, intitulée A Gamble in Clocks, paraît dans Life And Letters, vol. VIII no 46, septembre 1932, édité par Desmond MacCarthy. En 1932, il écrit avec sa femme Where Ignorance is Bliss, puis seul The Bandits, publiés par John Murray. En 1934, ils écrivent ensemble Eleven-Thirty Till Twelve, roman policier qui se passe dans le milieu mondain de Londres.
Richard Plunket Greene meurt en 1978 à Falmer, en Angleterre, et est enterré au cimetière de l'église St Andrew, à Hurstbourne Priors, dans le Hampshire, auprès de son père et de son frère David. Quand Harman Grisewood, qui voulait écrire une biographie de Gwendolen, la mère de Plunket Greene, écrivit à Alexander Plunket Greene, celui-ci lui répondit que son père avait détruit toutes les archives familiales, y compris toute correspondance.